# Oasis & Yiruma
《Oasis & Yiruma》은 이창동 감독의 영화 오아시스의 이미지 앨범으로 이루마가 작곡, 편곡, 연주, 프로듀싱까지 담당하여 화제가 되었던 앨범이다. 영화음악가로서의 새로운 모습을 볼 수 있는 앨범으로 영화를 보지 않은 사람들에게도 음악을 들으면서 영화에 대한 기대와 무한한 상상력을 자극하게 만들고 있다. 이루마 최초의 보컬곡인 "널 그리다"를 비롯하여 이루마 특유의 섬세한 선율이 돋보이는 "Do You?"등이 수록되어 있다.

## 수록곡
전체 작곡: 이루마
| #   | 제목                                      | 재생 시간 |
| --- | ----------------------------------------- | --------- |
| 1.  | 〈"Small Steps"〉                         | 3:25      |
| 2.  | 〈"Do You?"〉                             | 4:05      |
| 3.  | 〈"The Things I Really..."〉              | 3:37      |
| 4.  | 〈"Beloved"〉                             | 4:20      |
| 5.  | 〈"White Shadow"〉                        | 2:27      |
| 6.  | 〈"Tears"〉                               | 1:09      |
| 7.  | 〈"As You Wish"〉                         | 2:47      |
| 8.  | 〈"Inside Of Me - Feat. 이주한(트럼펫)"〉 | 3:10      |
| 9.  | 〈"Reflection Of Myself"〉                | 4:30      |
| 10. | 〈"Shining Smile"〉                       | 2:58      |
| 11. | 〈"Papillon"〉                            | 3:26      |
| 12. | 〈"널 그리다"〉                           | 3:26      |
| 13. | 〈"Flowers We Are"〉                      | 3:06      |
| 14. | 〈"사랑하기를"〉                          | 4:35      |